# CL (cantante)
Lee Chae-rin (en hangul, 이채린; en hanja, 李彩麟; Seúl, 26 de febrero de 1991), más conocida como CL (en hangul, 씨엘), es una rapera, cantante y compositora surcoreana.  CL se entrenó en JYP Entertainment antes de unirse a YG Entertainment a los quince años, compañía con la que en 2009 debutó como líder y miembro de 2NE1, que llegó a ser uno de los grupos femeninos más populares de Corea del Sur.
Tras el hiato de 2NE1 en 2015, CL comenzó su carrera como solista en Estados Unidos. En noviembre de 2016, YG Entertainment anunció oficialmente la separación del grupo. CL permaneció como artista solista bajo YG hasta diciembre de 2019. Poco después de su salida de la empresa, publicó su EP In the Name of Love, que consiste en pistas que había escrito durante tres años, desde el lanzamiento del sencillo «Lifted».

## Primeros años
Lee Chae Rin nació en Seúl, Corea del Sur, pero pasó la mayor parte de su infancia viviendo en París, Tsukuba y Tokio. Cuando tenía trece años, se mudó a París sola, donde estudió durante dos años. Ella hizo una audición con YG Entertainment cuando tenía quince años.

## Carrera

### 2007-2008: Actividades predebut
CL realizó coros en la canción «Intro (Hot Issue)» de Big Bang en 2007.[cita requerida] En 2008, realizó coros en la canción «DJ» de Uhm Jung Hwa.[cita requerida]

### 2009-2013: Debut con 2NE1 e inicio de carrera en solitario

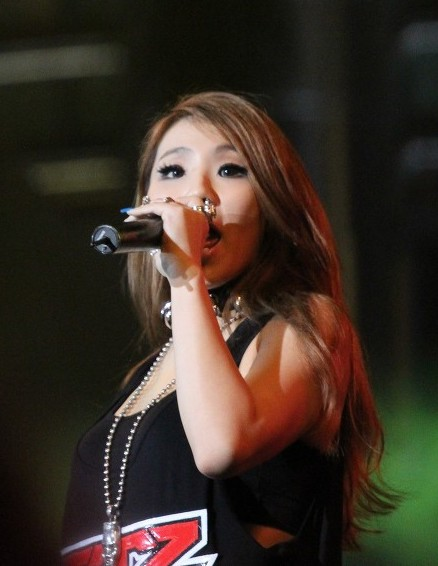
CL en 2013

CL fue líder y rapera principal de 2NE1, junto a Bom, Sandara Park y Minzy. El grupo entonces colaboró con sus compañeros de empresa, Big Bang, en la canción «Lollipop», antes de oficialmente debutar en Inkigayo de SBS el 17 de mayo de 2009 con el sencillo «Fire». El grupo logró un éxito significativo con el sencillo número uno «I Don't Care» de su primer miniálbum, 2NE1, con el cual ganaron un premio dentro de la categoría de Canción del Año en los Mnet Asian Music Awards de 2009, convirtiéndolas en el primer grupo novato en ganar un daesang en el mismo año de su debut.[cita requerida]
En agosto de 2009, CL colaboró con sus compañeros de agencia, G-Dragon de Big Bang, y Teddy Park de 1TYM, para el sencillo «The Leaders», presentado en el primer álbum en solitario de G-Dragon, Heartbreaker. El mismo mes, después de que 2NE1 terminara con las promociones «I Don't Care», CL colaboró con su compañera Minzy en «Please Don't Go», el cual se posicionó en el sexto lugar en Gaon Chart a fines de noviembre.[cita requerida]
El primer sencillo de CL, «The Baddest Female», fue lanzado el 28 de mayo de 2013. Para el segundo álbum de 2NE1, Crush, CL escribió la letra y compuso la música de las canciones «Crush», «If I Were You» y «Baby I Miss You». También hizo las letras para su canción en solitario «MTBD», y también la canción «Scream».

### 2014-2018: Sencillos y colaboraciones
En noviembre de 2014, se confirmó que CL había firmado un contrato con Scooter Braun.
En mayo de 2015, CL apareció en el sencillo «Doctor Pepper» de Diplo, junto a Riff Raff y OG Maco. En noviembre de 2015, CL lanzó su primer sencillo «Hello Bitches», como un teaser para su próximo EP Lifted.
El sencillo «Lifted» fue publicado el 19 de agosto de 2016. La canción apareció en el Top 30 de la lista Hip-Hop/Rap de iTunes dentro de las tres horas de su publicación. Time nombró a CL como el «futuro del K-pop en América». El 29 de octubre de 2016, dio inicio a su primera gira norteamericana, el Hello Bi+ches Tour 2016, en el Hammerstein Ballroom de Nueva York, y concluyó en Toronto el 14 de noviembre.
CL apareció en el álbum de Lil Yachty, Teenage Emotions, lanzado el 26 de mayo de 2017, en una canción extra titulada «Surrender».
En septiembre del 2017 vio la luz la colaboración, junto a otros artistas como Sia, el tema «No Better Feeling» para la película My Little Pony: La película.

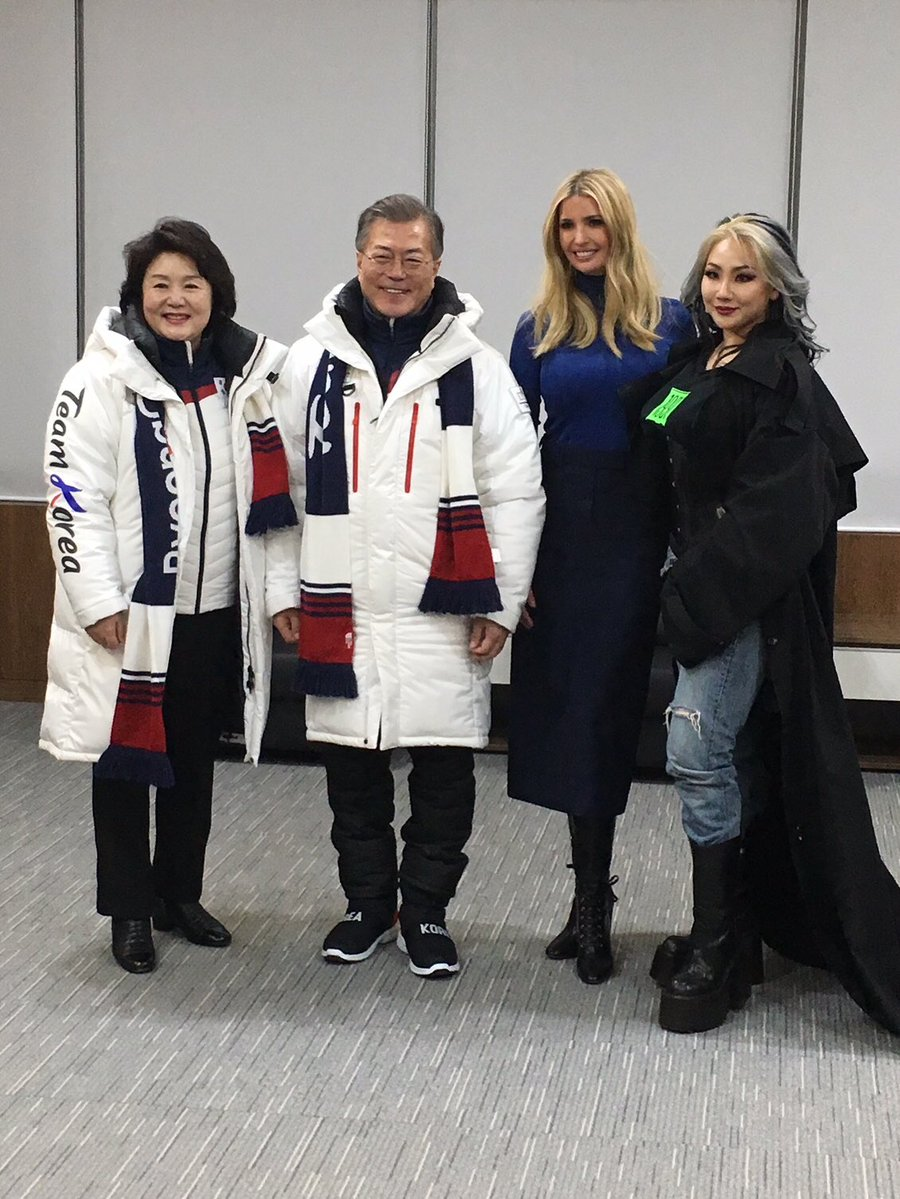
CL junto al presidente de Corea del Sur Moon Jae-in, la primera dama Kim Jung-sook e Ivanka Trump, en los Juegos Olímpicos de Invierno de 2018 en febrero de ese año.

El 25 de febrero de 2018, Cl se presentó en la ceremonia de cierre de los Juegos Olímpicos de Invierno Pieonchang 2018 reafirmando la conexión que tiene con su público, y la fuerza con que se presenta en el escenario.

### 2019-presente: Salida de YG Entertainment,In the Name of Lovey álbum debut
El 8 de noviembre de 2019, YG Entertainment anunció que CL no había renovado su contrato con la compañía. El 4 de diciembre, poco después de su salida de la empresa, CL empezó a publicar canciones de su proyecto personal, el EP In the Name of Love, por tres semanas consecutivas.
El 12 de septiembre de 2020, CL reveló que había estado trabajando en su primer álbum de estudio y que este sería lanzado ese año. Dos días después se publicó el video musical de la canción «Post Up», que es la pista introductoria del disco.
El 16 de noviembre de 2021, KIIS FM anunció que la artista formará parte del listado de cantantes que actuarán en el anual Jingle Ball Village. El acto tendrá lugar en Los Ángeles el 3 de diciembre.

## Discografía

### Álbumes de estudio
| Título | Detalles |
| ------ | --- |
| Alpha  | - Lanzamiento: 20 de octubre de 2021 - Discográfica: Very Cherry, Kakao M - Formatos: CD, descarga digital, streaming |

### EP
| Título              | Detalles |
| ------------------- | --- |
| In the Name of Love | - Lanzamiento: 17 de diciembre de 2019 - Discográfica: SuneV, Kakao M - Formatos: descarga digital, streaming |

## Premios y nominaciones
| Organización                     | Año  | Premio                                                  | Trabajo                                      | Resultado | Ref.   |
| -------------------------------- | ---- | ------------------------------------------------------- | -------------------------------------------- | --------- | ------ |
| Asia Artist Awards               | 2021 | Premio a la popularidad de la cantante solista femenina | CL                                           | Ganador   | [ 25 ] |
| Asian Pop Music Awards           | 2020 | Canción más destacada del año                           | «Hwa»                                        | Ganador   |        |
| Asian Pop Music Awards           | 2021 | Top 20 Albums of the Year (Ultramar)                    | Alpha                                        | Ganador   | [ 26 ] |
| Asian Pop Music Awards           | 2021 | Top 20 Songs of the Year (Ultramar)                     | «Lover Like Me»                              | Ganador   | [ 26 ] |
| Asian Pop Music Awards           | 2021 | Record of the Year (Ultramar)                           | «Lover Like Me»                              | Ganador   | [ 26 ] |
| Asian Pop Music Awards           | 2021 | Album of the Year (Ultramar)                            | Alpha                                        | Nominado  | [ 27 ] |
| Asian Pop Music Awards           | 2021 | Best Female Artist (Ultramar)                           | Alpha                                        | Nominado  | [ 27 ] |
| Asian Pop Music Awards           | 2021 | Best Lyricist (Ultramar)                                | «Wish You Were Here»                         | Nominado  | [ 27 ] |
| Asian Pop Music Awards           | 2021 | Best Music Video (Ultramar)                             | "Tie a Cherry"                               | Nominado  | [ 27 ] |
| Asian Pop Music Awards           | 2021 | Best Producer (Ultramar)                                | Alpha                                        | Nominado  | [ 27 ] |
| International Dance Music Awards | 2015 | Mejor pista de dubstep/batería y bajo                   | «Dirty Vibe»                                 | Nominado  | [ 28 ] |
| Korea First Brand Awards         | 2022 | Artista de hip hop                                      | CL                                           | Ganador   | [ 29 ] |
| Korean Hip-Hop Awards            | 2017 | Mejor colaboración                                      | «₩ 1,000,000» (con Okasian, G-Dragon, BewhY) | Nominado  | [ 30 ] |
| Korean Music Awards              | 2022 | Mejor álbum de K-pop                                    | Alpha                                        | Nominado  | [ 31 ] |
| MAMA Awards                      | 2013 | Best Dance Performance – Female Solo                    | «The Baddest Female»                         | Ganador   | [ 32 ] |
| MAMA Awards                      | 2013 | Canción del año                                         | «The Baddest Female»                         | Nominado  | [ 33 ] |
| MAMA Awards                      | 2021 | Worldwide Fans' Choice Top 10                           | CL                                           | Nominado  | [ 34 ] |
| Mnet 20's Choice Awards          | 2013 | 20's Style Award                                        | CL                                           | Ganador   | [ 35 ] |
| Premios People's Choice          | 2019 | La mujer asiática más inspiradora                       | CL                                           | Ganador   | [ 36 ] |
| Philippine K-pop Awards          | 2013 | La estrella femenina más caliente                       | CL                                           | Ganador   |        |
| Philippine K-pop Awards          | 2014 | La estrella femenina más caliente                       | CL                                           | Ganador   | [ 37 ] |
| SBS MTV Best of the Best         | 2013 | Mejor artista solista                                   | «The Baddest Female»                         | Nominado  | [ 38 ] |
| Seoul Music Awards               | 2013 | Bonsang Award                                           | «The Baddest Female»                         | Nominado  |        |
| Seoul Music Awards               | 2013 | Premio a la popularidad                                 | «The Baddest Female»                         | Nominado  |        |
| Seoul Music Awards               | 2019 | Premio R&B/Hip-Hop                                      | CL                                           | Nominado  |        |
| Style Icon Awards                | 2014 | Top 10 Style Icons                                      | CL                                           | Nominado  |        |
| Style Icon Awards                | 2016 | Top 10 Style Icons                                      | CL                                           | Nominado  |        |
| V Chart Awards                   | 2014 | Mejor artista femenina coreana                          | CL                                           | Ganador   | [ 39 ] |

### Listas
| Organización        | Año  | Lista                                                     | Colocación | Ref.   |
| ------------------- | ---- | --------------------------------------------------------- | ---------- | ------ |
| Business of Fashion | 2016 | BoF 500                                                   | Incluido   | [ 41 ] |
| Forbes              | 2019 | 30 Under 30 Asia                                          | Incluido   | [ 42 ] |
| The Guardian        | 2019 | Las mejores integrantes de girl band de todos los tiempos | 19th       | [ 43 ] |

## Filmografía

### Programas de televisión
- 2017: Life Bar - Ep. #48 - invitada

### Películas
- 2018: Mile 22, que fue su debut como actriz en una producción de Hollywood.[44]